# Montségur-sur-Lauzon
Montségur-sur-Lauzon é uma comuna francesa na região administrativa de Auvérnia-Ródano-Alpes, no departamento de Drôme. Estende-se por uma área de 18,24 km². Em 2010 a comuna tinha 1 357 habitantes (densidade: 74,4 hab./km²).